# Nieuw Vlaams Tijdschrift
Het Nieuw Vlaams Tijdschrift (NVT) was een Belgisch Nederlandstalig tijdschrift dat werd uitgegeven van 1946 tot 1983.

## Geschiedenis
Het tijdschrift werd in 1946 te Antwerpen opgericht door Herman Teirlinck. Daarmee voerde deze de plannen uit zoals beschreven in het opstel De Taak van de het jaar daarvoor overleden auteur August Vermeylen, die een nieuw algemeen Vlaams tijdschrift had willen oprichten met de titel 'Diogenes'. Het NVT bestond tot 1983. Het blad kende een hoge oplage en had een belangrijke invloed op de Vlaamse Letteren. Op initiatief van Herman Teirlinck werd de Arkprijs van het Vrije Woord in het leven geroepen. Het NVT werd uitgegeven door de Vlaamse uitgeverij Ontwikkeling en gedrukt bij drukkerij Excelsior, onderdeel van Ontwikkeling.
De invloed van het blad op de Vlaamse letteren dankt het niet alleen aan zijn lange geschiedenis of grote oplage. Ook de aanwezigheid in de redactie van literaire figuren als  Herman Teirlinck, Johan Daisne, Maurice Gilliams en Hubert Lampo en later onder anderen Hugo Claus, Ivo Michiels en Paul de Wispelaere speelde daarbij een belangrijke rol. De redactiesamenstelling van het NVT en de omvangrijke lijst medewerkers wijzen op een complex netwerk waarin de oudere generatie de jongere ontmoet.
Het opdoeken van het Nieuw Vlaams Tijdschrift zorgde voor enige heibel. Hoofdredacteur Paul de Wispelaere riep een redactievergadering bijeen, waarin hij meedeelde dat de uitgever niet langer bereid was de exploitatie te verzekeren. Een aantal redacteuren sprak over een complot, en begon een eigen blad: Diogenes. Paul de Wispelaere stapte over naar het Nieuw Wereldtijdschrift, waarvan Herman de Coninck (1944-1997) de hoofdredacteur werd. Maar een literair blad dat aanspraak wilde maken op subsidie van de Vlaamse overheid moest een eigen nestgeur hebben. 'Dietsche Warande en Belfort' was van oudsher het blad van de katholieken, 'De Vlaamse Gids' kon rekenen op de steun van de liberalen, 'Diogenes' hoorde bij de Volksunie en 'het Nieuw Wereldtijdschrift' werd gezalfd door de socialisten.
In oktober 2000 startte een project in de schoot van het Centrum voor Teksteditie en Bronnenstudie dat het volledige NVT-archief wil inventariseren. Daarbij wordt uitgebreid aandacht besteed aan een aantal spilfiguren bij redactie en medewerkers. Het gecatalogiseerde archief is online raadpleegbaar via Agrippa, de AMVC-databank. Ook andere projecten van het Centrum voor Teksteditie en Bronnenstudie werken aan de inventarisering van AMVC-materiaal.
Het tijdschrift leeft nog enigszins voort in het literair blad Gierik & Nieuw Vlaams Tijdschrift.